# Мон-Трамблан (автодром)
Мон-Трамблан (фр. Circuit Mont-Tremblant) — канадський автодром.
Відкритий в 1964 році і двічі використовувався для перегонів Формули-1 Гран-прі Канади в 1968 і 1970 роках. Знаходиться недалеко від сіл Мон-Тремблан і Сен-Жові в провінції Квебек.

## Конфігурація
Перегони Формула-1 проводилися в одній конфігурації 1968 року.
| Версія | Довжина(м) | Гран-прі       | Рекорд кола в кваліфікації | Рекорд кола в кваліфікації | Рекорд кола в кваліфікації |
| Версія | Довжина(м) | Гран-прі       | Рекорд кола в гонці        | Рекорд кола в гонці        | Рекорд кола в гонці        |
| ------ | ---------- | -------------- | -------------------------- | -------------------------- | -------------------------- |
| 1968   | 4 265      | 2 (1968, 1970) | Джекі Стюарт               | Tyrrell                    | 1'31.5 (1970)              |
| 1968   | 4 265      | 2 (1968, 1970) | Клей Регаццоні             | Ferrari                    | 1'32.2 (1970)              |